# Królowa Woda
Królowa Woda – niestandaryzowana osada leśna w Polsce, położona na terenie wsi Sucha Rzeczka w województwie podlaskim, w powiecie augustowskim, w gminie Płaska. Leży na południe od centrum Suchej Rzeczki, po południowej stronie Kanału Augustowskiego.
Dawniej osada leśna w pobliżu Kanału Augustowskiego. W latach 1933–1952 w gromadzie Czarny Bród w gminie Szczebro-Olszanka  w powiecie augustowskim; 1 stycznia 1953 gromadę Czarny Bród zniesiono, a jej obszar (miejscowości Czarny Bród, Żyliny i Królowa Woda) włączono do gromady Sucha Rzeczka.
W latach 70. wraz z Czarnym Brodem i Żylinami włączona do Suchej Rzeczki.
W latach 1975–1998 miejscowość administracyjnie należała do województwa suwalskiego.